# Gynacantha caudata
Gynacantha caudata är en trollsländeart som beskrevs av Karsch 1891. Gynacantha caudata ingår i släktet Gynacantha och familjen mosaiktrollsländor. Inga underarter finns listade i Catalogue of Life.